# Meia Praia (Lagos)
Meia Praia
A Meia Praia é uma praia situada em Lagos, no Algarve, Portugal. Dispõe de Bandeira Azul e tem todos os apoios e serviços de praia. Dispõe de um grande areal (c. 5.5km).
No seu extremo nascente existe o Forte da Meia Praia, que assegurava a defesa da baía de Lagos nos séculos XVII e XVIII. Historiadores afirmam que foi frente a esta praia que naufragaram, em 1522, os galeões que transportavam o tesouro do imperador azteca Moctezuma, derrotado pelos soldados do conquistador Hernán Cortés. 
Possui um apeadeiro ferroviário.